# Sindaci di Albenga

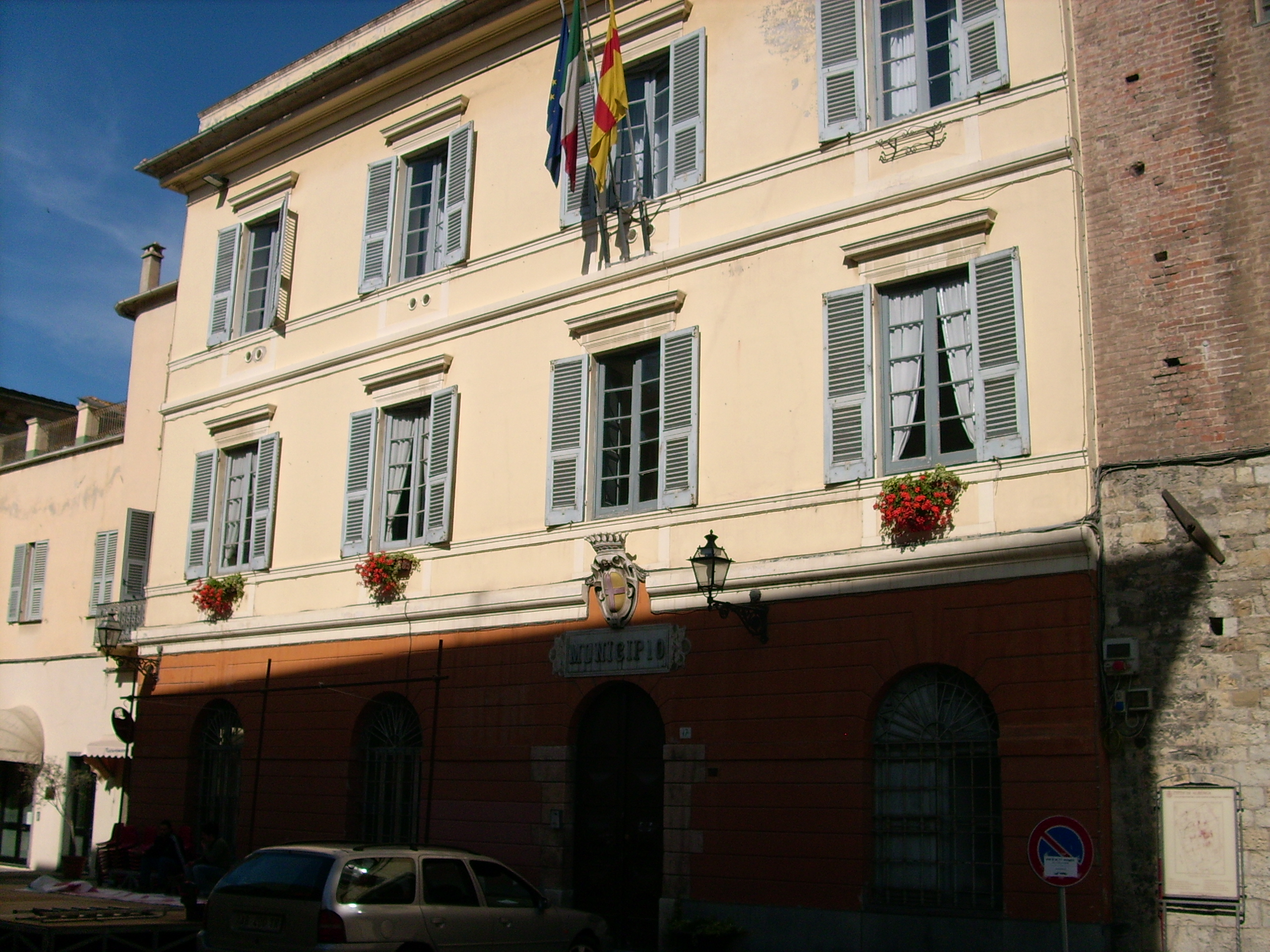
Il palazzo municipale di Albenga

Questo elenco riporta i responsabili dell'amministrazione civica del comune di Albenga in provincia di Savona.

## Repubblica Ligure (1797-1805)
| Periodo | Periodo | Primo cittadino           | Partito           | Carica                | Note |
| ------- | ------- | ------------------------- | ----------------- | --------------------- | ---- |
| 1803    | 1805    | Giovanni Della Lengueglia | Repubblica Ligure | Presidente Municipale |      |
| 1805    | 1805    | Andrea Rolandi Ricci      | Repubblica Ligure | Presidente Municipale |      |

## Primo Impero francese (1805-1815)
| Periodo        | Periodo          | Primo cittadino      | Partito               | Carica                   | Note |
| -------------- | ---------------- | -------------------- | --------------------- | ------------------------ | ---- |
| 1805           | 1806             | Andrea Rolandi Ricci | Primo Impero francese | Maire                    |      |
| 1806           | 30 aprile 1814   | Michele D'Aste       | Primo Impero francese | Maire                    |      |
| 30 aprile 1814 | 10 maggio 1814   | Michele D'Aste       | Governo Provvisorio   | Maire                    |      |
| 10 maggio 1814 | 18 maggio 1814   | Michele D'Aste       | Governo Provvisorio   | Capo Anziano             |      |
| 18 maggio 1814 | 26 maggio 1814   | Valentino Lamberti   | Governo Provvisorio   | Capo Anziano Provvisorio |      |
| 26 maggio 1814 | 29 dicembre 1814 | Emanuele Borea Ricci | Governo Provvisorio   | Capo Anziano             |      |

## Regno di Sardegna (1815-1861)
| Periodo          | Periodo | Primo cittadino           | Partito           | Carica                | Note |
| ---------------- | ------- | ------------------------- | ----------------- | --------------------- | ---- |
| 30 dicembre 1814 | 1815    | Emanuele Borea Ricci      | Regno di Sardegna | Capo Anziano          |      |
| 1815             | 1817    | Damiano Marcello D'Aste   | Regno di Sardegna | Capo Anziano Aggiunto |      |
| 1817             | 1819    | Giovanni Della Lengueglia | Regno di Sardegna | Sindaco               |      |
| 1819             | 1820    | Domenico Cazulini         | Regno di Sardegna | Prosindaco            |      |
| 1820             | 1822    | Antonio Ricci             | Regno di Sardegna | Sindaco               |      |
| 1822             | 1824    | Antonio Ricci             | Regno di Sardegna | Sindaco               |      |
| 1824             | 1828    | Domenico Cazulini         | Regno di Sardegna | Sindaco               |      |
| 1828             | 1830    | Antonio Rolandi Ricci     | Regno di Sardegna | Sindaco               |      |
| 1830             | 1832    | Carlo Borea Ricci         | Regno di Sardegna | Sindaco               |      |
| 1832             | 1834    | Domenico Cazulini         | Regno di Sardegna | Sindaco               |      |
| 1834             | 1835    | Emanuele Borea Ricci      | Regno di Sardegna | Sindaco               |      |
| 1835             | 1842    | Emanuele Borea Ricci      | Regno di Sardegna | Sindaco               |      |
| 1842             | 1845    | Emanuele Borea Ricci      | Regno di Sardegna | Sindaco               |      |
| 1845             | 1849    | Emanuele Borea Ricci      | Regno di Sardegna | Sindaco               |      |
| 1849             | 1850    | Antonio Rolandi           | Regno di Sardegna | Sindaco               |      |
| 1850             | 1851    | Camillo D'Aste            | Regno di Sardegna | Prosindaco            |      |
| 1851             | 1852    | Emanuele Borea Ricci      | Regno di Sardegna | Sindaco               |      |
| 1852             | 1855    | Emanuele Borea Ricci      | Regno di Sardegna | Sindaco               |      |
| 1855             | 1855    | Giovanni Spelta           | Regno di Sardegna | Prosindaco            |      |
| 1855             | 1861    | Enrico D'Aste             | Regno di Sardegna | Sindaco               |      |

## Regno d'Italia (1861-1946)
| Periodo           | Periodo           | Primo cittadino         | Partito                    | Carica                  | Note |
| ----------------- | ----------------- | ----------------------- | -------------------------- | ----------------------- | ---- |
| 1861              | 1863              | Enrico D'Aste           |                            | Sindaco                 |      |
| 1863              | 1866              | Agostino Carrara        |                            | Sindaco                 |      |
| 1866              | 1872              | Francesco Durante       |                            | Sindaco                 |      |
| 1872              | 1873              | Agostino Carrara        |                            | Sindaco                 |      |
| 1873              | 1879              | Luigi Rolandi           |                            | Sindaco                 |      |
| 1879              | 1880              | Enrico D'Aste           |                            | Sindaco                 |      |
| 1880              | 1884              | Vincenzo Lanusol        |                            | Sindaco                 |      |
| 1884              | 1889              | Enrico D'Aste           |                            | Sindaco                 |      |
| 1889              | 1893              | Enrico D'Aste           |                            | Sindaco                 |      |
| 1893              | 1894              | Giacomo Durante         |                            | Prosindaco              |      |
| 1894              | 1902              | Giacomo Durante         |                            | Sindaco                 |      |
| 6 maggio 1902     | 29 novembre 1902  | Anselmo Cassini         |                            | Regio Commissario       |      |
| 1902              | 1903              | Nicola Del Carretto     |                            | Sindaco                 |      |
| 1903              | 1904              | Vincenzo Bellentani     |                            | Sindaco                 |      |
| 1904              | 1904              | Gerolamo Bajardi        |                            | Regio Commissario       |      |
| 1904              | 1907              | Giacomo Durante         |                            | Sindaco                 |      |
| 1907              | 1915              | Giovanni Vignola        |                            | Sindaco                 |      |
| 4 febbraio 1915   | 5 marzo 1915      | Lodovico Descovich      |                            | Commissario prefettizio |      |
| 5 marzo 1915      | 17 settembre 1915 | Giulio Fecia di Cossato |                            | Regio Commissario       |      |
| 17 settembre 1915 | 1918              | Luigi Carena            |                            | Regio Commissario       |      |
| 1918              | 30 giugno 1920    | Gabriele Scrocca        |                            | Regio Commissario       |      |
| 30 giugno 1920    | 24 ottobre 1920   | Giovanni Firpo          |                            | Commissario prefettizio |      |
| 24 ottobre 1920   | 1922              | Giovanni Toni           |                            | Sindaco                 |      |
| 1922              | 1923              | Giovanni Toni           |                            | Commissario prefettizio |      |
| 28 gennaio 1923   | 1º luglio 1923    | Enrico Cartagenova      |                            | Sindaco                 |      |
| 1º luglio 1923    | 29 agosto 1923    | Ugo Buy                 |                            | Prosindaco              |      |
| 29 agosto 1923    | 1926              | Ugo Buy                 | Partito Nazionale Fascista | Sindaco                 |      |
| 1926              | 1927              | Filiberto Romagnoli     |                            | Commissario prefettizio |      |
| 1927              | 1929              | Prospero Cepollini      | Partito Nazionale Fascista | Podestà                 |      |
| 1929              | 1930              | Carlo Giusiana          |                            | Commissario prefettizio |      |
| 11 marzo 1930     | 4 ottobre 1930    | Ambrogio Navone         | Partito Nazionale Fascista | Podestà                 |      |
| 4 ottobre 1930    | 1931              | Guido Cibrario          |                            | Commissario prefettizio |      |
| 1931              | 1937              | Luigi Costa             | Partito Nazionale Fascista | Podestà                 |      |
| 1937              | 1938              | Paolo Amero             |                            | Commissario prefettizio |      |
| 1938              | 1940              | Paolo Amero             | Partito Nazionale Fascista | Podestà                 |      |
| 30 luglio 1940    | 12 settembre 1940 | Vincenzo Lisi           |                            | Commissario prefettizio |      |
| 12 settembre 1940 | 1941              | Eugenio Morandi         |                            | Commissario prefettizio |      |
| 1941              | 1943              | Nicola di Jorio         |                            | Commissario prefettizio |      |
| 28 settembre 1943 | 15 novembre 1943  | Domenico Amari          |                            | Commissario prefettizio |      |
| 15 novembre 1943  | 27 novembre 1943  | Ernesto Perrotta        |                            | Commissario prefettizio |      |
| 27 novembre 1943  | 27 gennaio 1945   | Bruno Pacifici          |                            | Commissario prefettizio |      |
| 27 gennaio 1945   | 26 aprile 1945    | Andrea Rolandi Ricci    |                            | Commissario prefettizio |      |

## Repubblica Italiana (1946-oggi)
| Periodo          | Periodo          | Primo cittadino            | Partito                                                                                                  | Carica                    | Note  |
| ---------------- | ---------------- | -------------------------- | --- | ------------------------- | ----- |
| 26 aprile 1945   | 3 luglio 1945    | Domenico Amari             | CLN | Sindaco                   |       |
| 3 luglio 1945    | 1946             | Libero Emidio Viveri       | PCI | Sindaco                   |       |
| 1946             | 1951             | Libero Emidio Viveri       | PCI | Sindaco                   |       |
| 1951             | 1956             | Filiberto Romagnoli        | DC | Sindaco                   |       |
| 1956             | 1961             | Filiberto Romagnoli        | DC | Sindaco                   |       |
| 1961             | 1965             | Luigi Anfossi              | PLI | Sindaco                   |       |
| 1965             | 1967             | Libero Emidio Viveri       | PCI | Sindaco                   |       |
| 1967             | 1970             | Giovanni Isoleri           | PSI | Sindaco                   |       |
| 1970             | 1971             | Natale Carcheri            | DC | Sindaco                   |       |
| 23 aprile 1971   | 12 novembre 1971 | Renato Casillo             | PSDI | Prosindaco                |       |
| 12 novembre 1971 | 1974             | Alessandro Marengo         | DC | Sindaco                   |       |
| 1974             | 1976             | Giovanni Isoleri           | PSI | Sindaco                   |       |
| 1976             | 1978             | Mauro Testa                | PSI | Sindaco                   |       |
| 1978             | 1981             | Angelo Viveri              | PCI | Sindaco                   |       |
| 1981             | 2 settembre 1983 | Mauro Testa                | PSI | Sindaco                   |       |
| 2 settembre 1983 | 18 gennaio 1984  | Roberto Parodi             | DC | Prosindaco                |       |
| 18 gennaio 1984  | 18 giugno 1984   | Filippo Basso              | DC | Sindaco                   |       |
| 18 giugno 1984   | 25 dicembre 1990 | Angelo Viveri              | PCI | Sindaco                   |       |
| 28 dicembre 1990 | 12 luglio 1993   | Mariangelo Vio             | PCI, poi PDS                                                                                             | Sindaco                   |       |
| 17 luglio 1993   | 13 dicembre 1993 | Sergio Grandesso Silvestri | | Commissario straordinario |       |
| 13 dicembre 1993 | 2 dicembre 1997  | Angelo Viveri              | Alternativa Democratica (Lista civica di centro-sinistra)                                                | Sindaco                   |       |
| 2 dicembre 1997  | 9 marzo 1999     | Andrea Santonastaso        | | Commissario straordinario |       |
| 10 marzo 1999    | 1º gennaio 2000  | Renato Bartoli             | | Commissario straordinario |       |
| 4 gennaio 2000   | 31 gennaio 2001  | Angelo Viveri              | Indipendente di centro-sinistra                                                                          | Vicesindaco               |       |
| 21 febbraio 2001 | 28 maggio 2001   | Dionisio Spoliti           | | Commissario straordinario |       |
| 28 maggio 2001   | 28 dicembre 2004 | Mauro Zunino               | Zunino Sindaco, Progetto Albenga (Coalizione di liste civiche di centro-destra)                          | Sindaco                   | [ 1 ] |
| 28 dicembre 2004 | 4 aprile 2005    | Narcisa Livia Brassesco    | | Commissario straordinario |       |
| 19 aprile 2005   | 30 marzo 2010    | Antonello Tabbò            | Uniti nell'Ulivo, Solidarietà e Partecipazione (Coalizione di centro-sinistra e di liste civiche)        | Sindaco                   |       |
| 30 marzo 2010    | 27 novembre 2013 | Rosalia Guarnieri          | PDL, LN, Forza Albenga (Coalizione di centro-destra e di liste civiche)                                  | Sindaco                   | [ 2 ] |
| 27 novembre 2013 | 27 maggio 2014   | Giuseppe Montella          | | Commissario straordinario |       |
| 27 maggio 2014   | 10 giugno 2019   | Giorgio Cangiano           | PD, Per Albenga, Talea d'Albenga, Voce alla Gente Più (Coalizione di centro-sinistra e di liste civiche) | Sindaco                   | [ 3 ] |
| 10 giugno 2019   | 10 giugno 2024   | Riccardo Tomatis           | Insieme per il Futuro, Con Albenga, Progetto Comune (Coalizione di liste civiche di centro-sinistra)     | Sindaco                   |       |
| 10 giugno 2024   | in carica        | Riccardo Tomatis           | Insieme per il Futuro, Civica 24, Progetto Comune (Coalizione di liste civiche di centro-sinistra)       | Sindaco                   |       |